# Roccabernarda
Roccabernarda es una localidad italiana de la provincia de Crotona, región de Calabria, con 3.422 habitantes.

## Evolución demográfica
| Gráfica de evolución demográfica de Roccabernarda entre 1861 y 2001 |
|                                                                     |
| Fuente ISTAT - Elaboración gráfica por parte de Wikipedia           |